# Raymond Hull
Pour les articles homonymes, voir Hull.
Raymond Hull, né le 27 février 1919 à Shaftesbury et décédé le 6 juin 1985 à Vancouver au Canada, est un dramaturge, scénariste de télévision et conférencier canadien. Il est surtout connu comme le co-auteur avec Laurence J. Peter du livre Le Principe de Peter.

## Biographie
Raymond Hull a écrit de nombreux livres d'étude, articles de magazines, nouvelles et de la poésie. Il est le co-auteur du livre Le Principe de Peter avec Laurence J. Peter. Il est également connu pour le dicton « Celui qui se censure pour convenir à tout le monde se censurera bientôt ». Il a étudié l'écriture créative à l'Université de la Colombie-Britannique, à l'âge de 30 ans après avoir découvert qu'il avait des aptitudes pour ce métier. Après l'obtention de son diplôme, il commence à écrire des scénarios de télévision pour la Société Radio-Canada. Il s'est ensuite tourné vers l'écriture pour la scène et a formé avec le temps The Gastown Players.

## Œuvres

### Pièces
- The Drunkard (1967)
- Wedded to a Villain (1967)
- Son of the Drunkard (alias The Drunkard's Revenge, 1982)

### Livres
- Profitable Playwriting (1968)
- How To Get What You Want (1969)
- Writing for Money in Canada (1969)
- Effective Public Speaking (1971)
- The Peter Principle (co-auteur)
- Gastown's Gassy Jack (co-auteur)